# Rue du Commandant-Rolland
La rue du Commandant-Rolland est une voie marseillaise située dans le 8e arrondissement de Marseille. 

## Situation et accès
Elle va du boulevard Périer à la promenade Georges-Pompidou.
Elle traverse les quartiers de Périer, de Saint-Giniez et de la Plage et longe de nombreuses résidences de luxe en hauteur issues de la bourgeoisie marseillaise.

## Origine du nom
La rue doit son nom au commandant Henri-Marius Rolland (1821-1908), 

## Historique
La rue prend sa dénomination actuelle par délibération du Conseil municipal du 17 juillet 1912.
Elle est classée dans la voirie de Marseille le 6 juillet 1959.

## Bâtiments remarquables et lieux de mémoire
- Au numéro 125 se trouve la villa Bagatelle abritant la mairie du quatrième secteur de Marseille. Le Comité d'intérêt de quartier de Saint-Giniez Prado Plage, créé le 2 septembre 1902, dispose de son siège social.
- Au numéro 142 se trouve le château Saint-Victor.